# Киуру, Тами
Та́ми Пе́три А́нтеро Ки́уру (фин. Tami Petri Antero Kiuru; род. 13 сентября 1976, Вантаа) — финский прыгун с трамплина, призёр Олимпийских игр, чемпион мира.

## Карьера
В марте 1993 года дебютировал в Кубке мира на этапе в Планице, но не смог закрепиться в составе сборной и следующие несколько сезонов не выступал в составе сборной Финляндии. 7 февраля 1999 года занял восьмое место на этапе в чешском Гаррахове, набрав свои первые очки в Кубке мира.
Первый раз на кубковый подиум попал в конце сезона 2002/2003, замкнув тройку лучших на домашнем этапе в Лахти, уступив только Адаму Малышу и Матти Хаутамяки. Стабильно высокие результаты в завершающей части сезона позволили занять ему третье место в Северном турне — соревновании, которое проходила в Финляндии и Норвегии на протяжении нескольких этапов. В общем зачете занял 21-ю позицию. На чемпионате мира в Валь-ди-Фьемме показал пятый результат на среднем трамплине и десятый на большом. В командном турнире Киуру вместе с Матти Хаутамяки, Артту Лаппи и Янне Ахоненом завоевали золотую медаль.
Сезон 2003/2004 стал для Киуру наиболее успешным. В общем зачёте он занял 16-е место, а в самом начале сезона одержал первую и единственную победу в карьере, выиграв этап в немецком Титизе-Нойштадте. А в конце сезона финн завоевал две медали на чемпионате мира по полётам, который проходил в Планице. В командном турнире финны завоевали серебро, а в личном первенстве Киуру показал третий результат, завоевав бронзовую медаль. Через год, на чемпионате мира в Оберстдорфе, выступал только на большом трамплине. Индивидуально он показал 21-е место, а в составе команды стал серебряным призёром.
В сезоне 2005/2006 Киуру последний раз добился весомого успеха, став вторым на январском этапе в Закопане. В личных состязаниях на туринской Олимпиаде Тами не блистал: на среднем трамплине он был 31-м, на большом — 18-м, но смог попасть в состав сборной на командные состязания, где финны завоевали серебряную медаль.
В последующие годы не добивался значительных успехов, а в марте 2009 года завершил карьеру, после домашнего этапа в Лахти.